# Eurete spinosum
Eurete spinosum är en svampdjursart som beskrevs av Lendenfeld 1915. Eurete spinosum ingår i släktet Eurete och familjen Euretidae.
Artens utbredningsområde är havet utanför Peru. Inga underarter finns listade i Catalogue of Life.